# پشت بازار
پُشت بازار نام محله‌ای در غرب شهر خرم‌آباد است. این محله شهر خرم‌آباد است و وجه تسمیه‌اش بیشتر به خاطر وجود کاروانسرای میرزا سیدرضا است. پشت بازار و درب دلاکان دست کم از ۱۰۰ سال پیش تاکنون محل بازار و مرکز اقتصاد شهر به‌شمار می‌روند.